# Багдашкіно
Багда́шкіно (рос. Багдашкино, башк. Багдашкин) — присілок у складі Кугарчинського району Башкортостану, Росія. Входить до складу Юлдибаївської сільської ради.
Населення — 165 осіб (2010; 185 в 2002).
Національний склад:
- башкири — 57%
- татари — 40%